# Деньер, Андрей Иванович
Андре́й (Ге́нрих) Ива́нович Денье́р (Генрих Иоганн Денир, Дениэр, нем. Heinrich Johann Denier; 1820, Могилёв — 1892, Санкт-Петербург) — петербургский фотограф-портретист швейцарского происхождения, один из основоположников русской школы художественной фотографии, живописец; изобретатель особого метода съёмки, известного под его именем — так называемого «эффекта Деньера».

## Биография
Родился в Могилёве; сын швейцарского переселенца. Почти до конца жизни формально числился швейцарским гражданином; русское подданство принял только в 1890 году.
Начальное образование получил в могилевской мужской гимназии. В апреле 1842 года Деньер переехал в Санкт-Петербург и стал вольноприходящим учеником Императорской Академии художеств по классу исторической живописи под руководством Карла Брюллова. В эти же годы начинает увлекаться только появившейся фотографией.
В 1849 году окончил курс Академии художеств; летом 1851 года получил звание неклассного художника исторической и портретной живописи. В 1851 году он открыл «Дагеротипное заведение художника Деньера» в Пассаже (хотя снимал уже в основном на стеклянные пластинки), в 1854 году перевёл мастерскую в дом Глазунова на Невском проспекте у Казанского моста. Деньер рекламировал своё ателье как «ателье художника», пытаясь выделиться среди петербургских конкурентов-фотографов. Экспериментирует с раскрашиванием акварелью своих фоторабот. Одним из первых в стране в середине 1850-х годов он освоил новейший мокроколлодионный фотопроцесс. С октября 1863 года Генрих Деньер переехал в фотоателье в доме графини Строгановой на Невском проспекте (дом 19), где Деньер проработал до конца жизни.

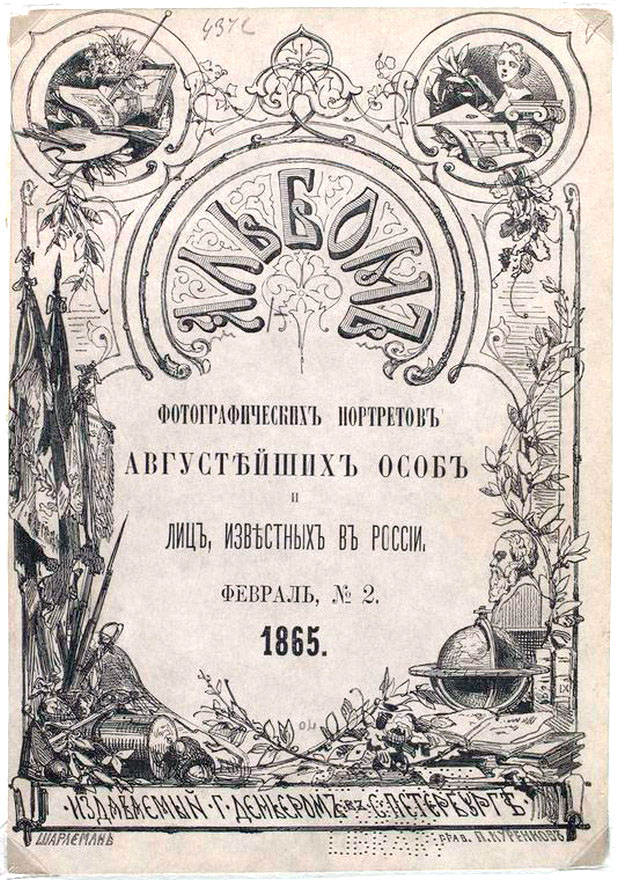
Обложка издания «Фотографические портреты августейших особ и лиц, известных в России» за февраль 1865 года

В 1860 году Деньер удостаивается звания «Фотограф Их Императорских Величеств» с правом поместить на вывеске Государственный герб. Становится членом V отдела Императорского Русского технического общества.
Участвовал в российских и международных фотографических выставках, получал призы и приглашался в качестве эксперта.
В 1865 году на фотографической выставке в Берлине участвовало около шестидесяти работ Андрея Ивановича. Вскоре Деньер становится членом Французского фотографического общества.
Изобрёл способ получения мягкости контуров при печати. Для этого делал два негатива на пластинках разной толщины, а затем печатал с обеих. В мастерской Деньера ретушёрами работали будущие художники и фотографы, в том числе Михаил Тулинов и Иван Крамской.
В течение 1865 года, при участии мариниста Ивана Айвазовского, выпускал ежемесячно «Альбом фотографических портретов Августейших особ и лиц, известных в России» в 12 частях.
Участвовал во Всемирной выставке в Париже 1867 года, в указателе которой отмечалось, что в мастерской Деньера на Невском проспекте работает 18 человек. За представленные на выставке фотографии был удостоен бронзовой медали. В 1870 году на Всероссийской Мануфактурной выставке проходившей в Санкт-Петербурге был награждён серебряной медалью. За участие в устройстве фотографического павильона Политехнической выставки 1872 года Комитетом выставки фотограф удостоен большой золотой медали. Участник фотовыставок в Лондоне (1871, 1872, 1873). На московской Политехнической выставке в 1872 году удостоен почётной награды.
Участник 6-й всемирной выставки художественной фотографии в Вене. В 1883 году награждён орденом Святого Станислава 3-й степени.
В конце 1880-х годов в мастерской работал его сын Адольф Деньер. В 1890 году владельцем фотоателье «Г. Деньер» в доме графини Строгановой на Невском проспекте стал Роберт Пель.
Был похоронен на Волковском лютеранском кладбище; могила не обозначена.

## Галерея

Некоторые работы
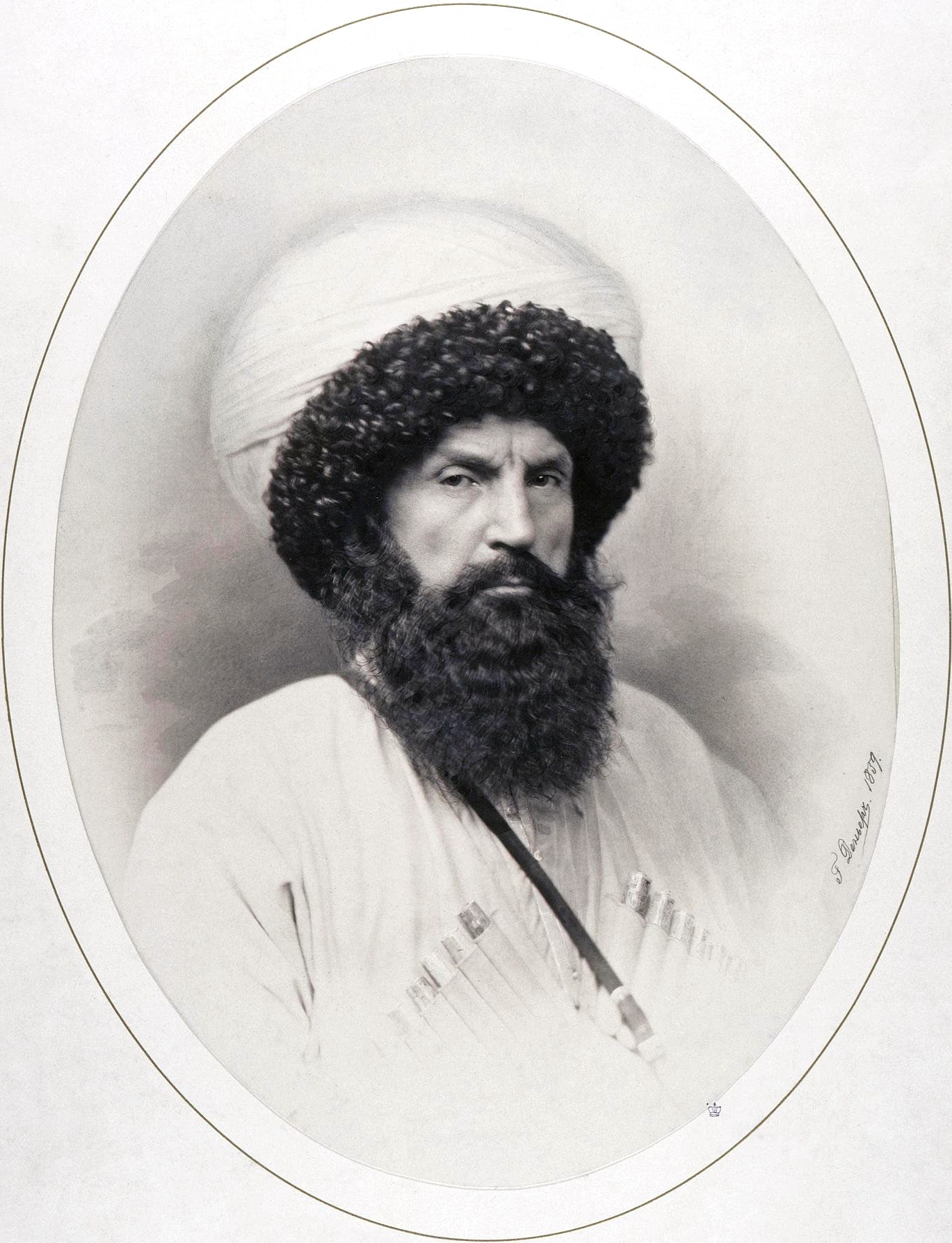
Имам Шамиль
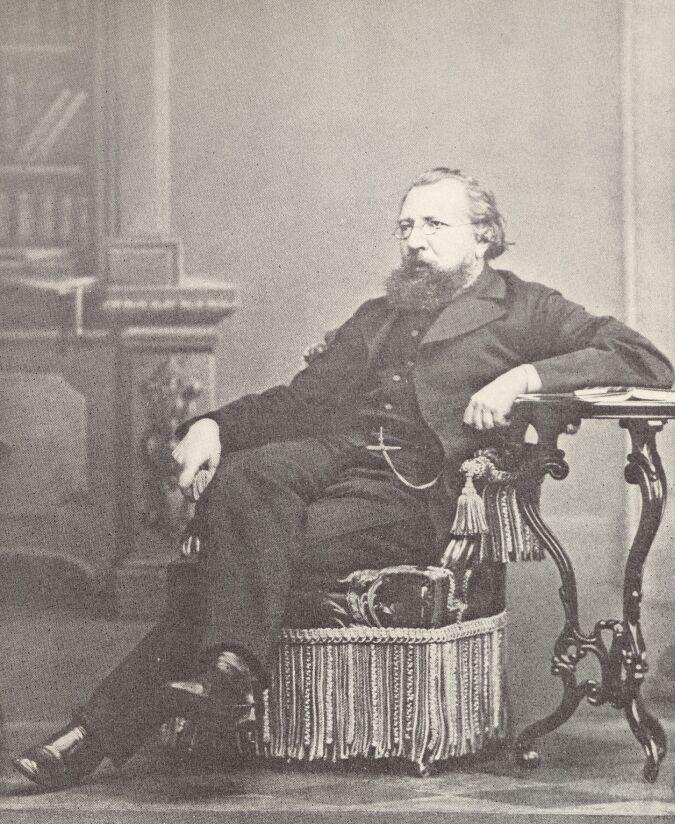
Иван Аксаков
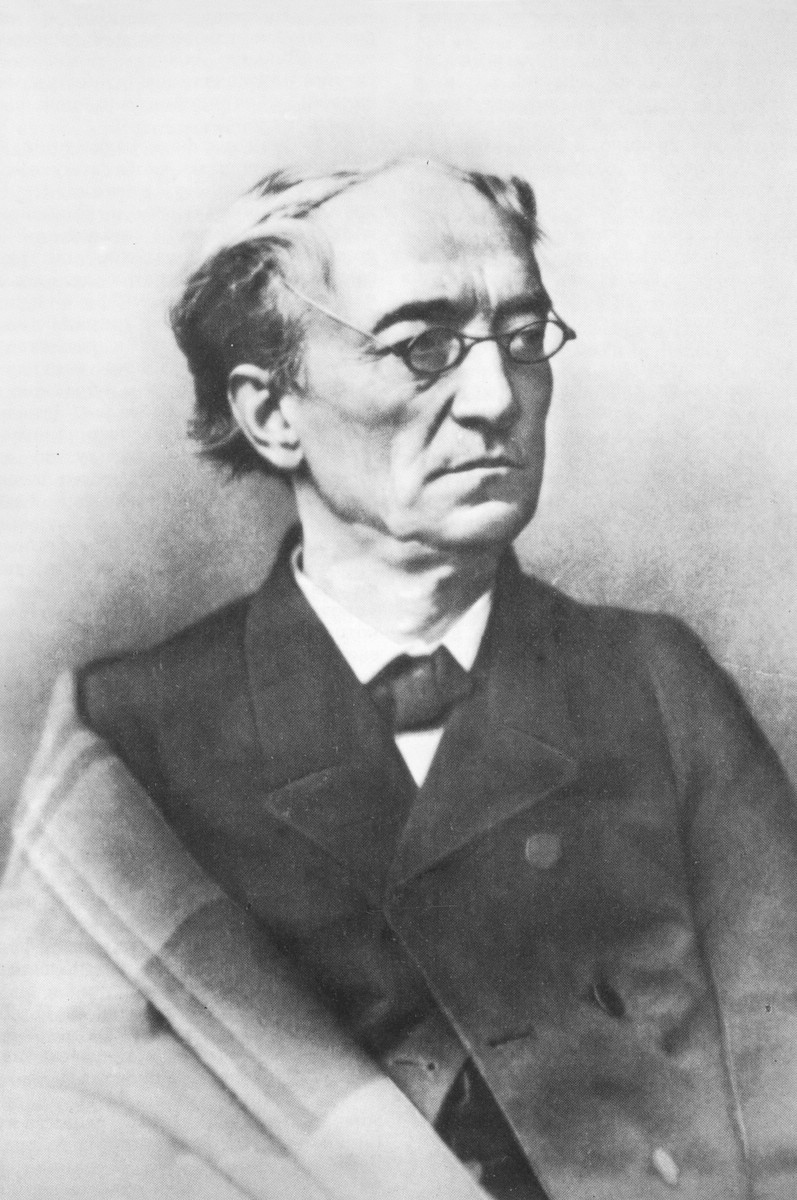
Фёдор Тютчев
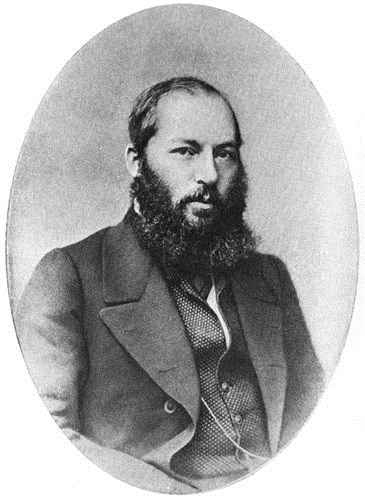
Афанасий Фет
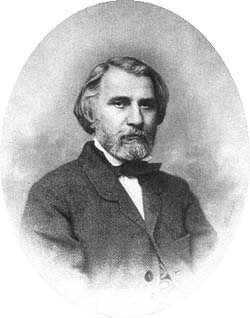
Иван Тургенев
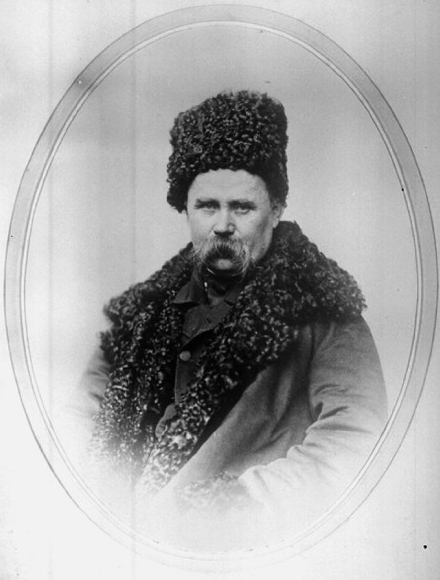
Тарас Шевченко
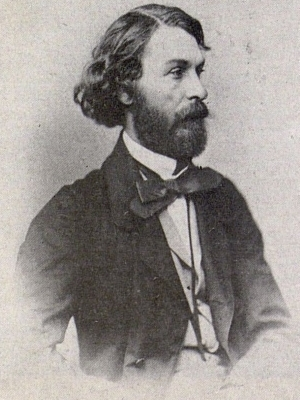
Дмитрий Григорович